# Скосарь большой чёрный
Скосарь большой чёрный (лат. Otiorhynchus orbicularis) — вид жуков долгоносиков-скосарей из подсемейства Entiminae.

## Описание
Жук длиной 8-10 мм. Тело чёрного окраса, матовое, голое, без чешуек. Надкрылья на диске тонко морщинистые, без зёрнышек. Глаза большие, явственно выпуклые.

## Экология
Вредитель огородных культур.